# Порохова змова

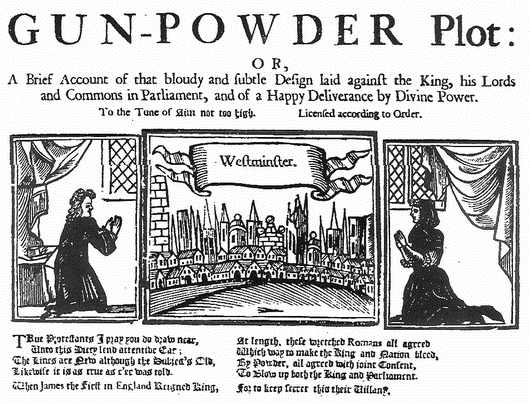
Порохова змова

52°30′44″ пн. ш. 2°10′17″ зх. д. / 52.5122° пн. ш. 2.17132° зх. д.
Порохова змова (англ. Gunpowder Plot) — невдала спроба групи англійських католиків підірвати будівлю парламенту з метою знищення прихильного до протестантів короля Якова I, який почав низку репресій щодо католиків. Вибух планувалося здійснити 5 листопада 1605 року, під час тронної промови монарха, коли крім нього, в будівлі Палати лордів були б присутні члени обох палат парламенту і верховні представники судової влади країни.
Деякі історики називають змову терористичним актом, однак за своїми цілями він кардинально відрізнявся від дій сучасних терористів і швидше нагадував невдалу спробу державного перевороту.

## Витоки змови
Витоки змови залишаються до кінця незрозумілими. Покоління істориків визнавали, що це була спроба відновити в країні католицизм. У пізніші часи[коли?] інші історики підозрювали, що змова була зроблена групою провокаторів, які прагнули дискредитувати єзуїтів і посилити позиції протестантської релігії. Є припущення, що змовники були послідовниками фемічного суду (від феми, від давньогерм. Fem — звільнення), який являв собою систему таємної судової організації, яка з'явилася у Вестфалії наприкінці XII — початку XIII століття. Фемічні суди існували в Німеччині й інших країнах у XII–XVI століттях.
Безсумнівно, підготовку змови стимулював і ряд показових страт католиків наприкінці 1604 року.
Англійські католики до того часу розчарувалися в надіях, які вони покладали на шотландського короля Якова VI, який посів англійський престол (в Англії він став іменуватися Яковом I). Одним із задумів організаторів було воцаріння після загибелі монарха на троні його малолітньої дочки принцеси Єлизавети при католицьких регентах. Свою змову, здійснену з відома глави англійських єзуїтів, отця Генрі Гарнета, група розглядала як частину католицької Контрреформації.

## Змовники і підготовка змови
Спочатку осередок організаторів злочинного задуму налічував п'ять чоловік — Роберт Кейтсбі (англ. Robert Catesby), Томас Вінтер (англ. Thomas Winter), Томас Персі (англ. Thomas Percy), Джон Райт (англ. John Wright) і Гай Фокс (англ. Guy Fawkes). Пізніше до них приєдналися ще принаймні восьмеро людей, серед них Роберт Кейс (англ. Robert Keyes) і Френсіс Трешем (англ. Francis Trashem).
Змовникам вдалося спочатку орендувати приміщення в будинку поруч із Палатою лордів, звідки планувалося викопати тунель. Проте згодом Томас Персі зумів взяти в оренду приміщення, що знаходилося безпосередньо під залом засідань Палати лордів.
З лондонського району Ламбет на протилежному березі Темзи змовники зуміли без особливих зусиль (враховуючи інтенсивність руху транспорту по річці в ті часи) переправити на човні 36 діжок пороху. Вони були розміщені в орендованій кімнаті та прикриті дровами і вугіллям. Загальна маса заготовленого пороху становила близько 2,5 тонн — цієї кількості вистачило б на те, щоб зруйнувати всі будівлі парламенту, пошкодити розташовану поблизу будівлю Вестмінстерського абатства і вибити скло у вікнах будинків у радіусі півмилі (близько 800 метрів).
Хоча спочатку Гай Фокс, що мав досвід поводження з вибуховими речовинами і закордонних подорожей, не був главою цієї змови, саме він прославився в історії більше інших своїх товаришів, оскільки йому було доручено запалити гніт і потім втекти по Темзі й виїхати з країни.
Фокс був залишений в Лондоні для здійснення головної частини змови, в той час як інші змовники сховалися в графстві Ворикшир, де були сильні позиції католиків. Саме звідти вони планували потім почати народне повстання на підтримку державного перевороту.

## Розкриття змови і затримання змовників
Між тим, оскільки у підготовку вибуху було залучено досить багато людей, витік інформації був неминучим.
Змова була розкрита, за офіційною версією, завдяки анонімному листу від 26 жовтня 1605 року, адресованого лорду Монтіглу, католику, з попередженням не ходити на церемонію відкриття парламенту. Історики припускають, що автором листа міг бути один із змовників, Френсіс Трешем, або ж сам лорд Монтігл, який, отримавши інформацію про підготовлюваний вибух, захотів прославитися як рятівник нації.
Дізнавшись про лист, змовники тим не менше вирішили здійснити задумане, оскільки Гай Фокс ретельно оглянув підготовлену вибухівку і виявив, що вона незаймана.
Тим часом Монтігл показав лист державному секретареві Роберту Сесілю, а той — королю Якову I. У ніч з 4 на 5 листопада був проведений обшук будівлі парламенту, і близько опівночі у підвалі був виявлений Фокс разом із приготованим порохом. У Фокса, який назвався Джоном Джонсоном, також були знайдені годинник і сірники.
Протягом тижня (до 12 листопада) були знайдені та знешкоджені всі учасники змови. Деякі з них були вбиті при затриманні, інших чекав суд і жорстока кара.

## Допити, суд і покарання
Фокса доставили в спальню до короля близько першої години ночі 5 листопада. На питання монарха про мету його дій, Гай Фокс не став відпиратися і заявив, що мав намір вбити короля і зруйнувати парламент. При цьому змовник послався на нібито чинне розпорядження папи римського про те, що «небезпечна хвороба вимагає негайного лікування».
Після цього Фокса доставили в лондонський Тауер, де продовжилися його допити, а з санкції короля до нього почали застосовувати тортури. 8 листопада від Фокса вдалося отримати усне зізнання, 9 листопада він назвав імена своїх спільників і розкрив всі деталі змови, 10 листопада він власноручно підписав текст зізнання. Цей документ із нерозбірливим і нерівним (через застосування тортур) підписом Гая Фокса зараз зберігається в Національних архівах Великої Британії.
Показовий судовий процес над групою змовників пройшов у Вестмінстерському залі будівлі парламенту 27 січня 1606 року. Всі вони були визнані винними у державній зраді.
Страта підсудних відбулася 30 та 31 січня 1606 року в центрі Лондона на подвір'ї собору Св. Павла. Змовників піддали «повішенню, потрошінню і четвертуванню» — найжорстокішій страті серед тих, що практикувалися в той час: засудженого спочатку вішали, але не давали йому вмерти в петлі, а знімали з шибениці і потім розпорювали живіт і випускали нутрощі, а вже потім четвертували. Головний змовник — Гай Фокс — зумів, однак, уникнути цієї страшної долі, зістрибнувши з ешафота так, що мотузка зламала йому шию.

## Історичні наслідки Порохової змови
Порохова змова тільки погіршила становище католиків в Англії. Лише 200 років по тому католики отримали приблизно рівні права з протестантами. Деякі експерти стверджують, що хвиля інтересу до злочинів і змов послужила одним із джерел для написання Вільямом Шекспіром п'єси «Макбет»
Незабаром після розкриття Порохової змови парламент прийняв спеціальний закон, котрий відзначається 5 листопада як «радісний день подяки за порятунок». Закон діяв до 1859 року. Однак і після цього традиція святкування 5 листопада збереглася. Тепер це свято відоме як «Ніч Гая Фокса» (англ. Guy Fawkes Night) або «Ніч феєрверків» (англ. Bonfire Night). У всіх містах країни увечері 5 листопада чутна безперервна стрілянина феєрверків, а повітря наповнене пороховим димом. Іноді люди виготовляють і спалюють солом'яне опудало в старих одежах, що символізує Гая Фокса. Святкування Дня Гая Фокса, хоча і в менших масштабах, проходять і в інших англомовних країнах.
До речі, з плином часу слово «guy» в англійській мові стало прозивним — спочатку воно позначало опудало, потім погано вдягнену людину, а з часом повернулося до Великої Британії через американську англійську, де трансформувалося в сленгове позначення будь-якого молодого чоловіка.
Сюжет 400-річної давності актуальний і до цього дня, особливо у світлі зростання терористичної загрози і почастішання випадків проникнення до парламенту сторонніх людей. Досі будівлю парламенту перед кожною церемонією урочистого відкриття з тронною промовою монарха обшукують йомени (сторожі), щоб переконатися, що ніякі сучасні Фокси не сховалися у підвалах, хоча в даному випадку це скоріше костюмований звичай, а не серйозний антитерористичний захід.
Саме приміщення, де зберігався порох для змови, згоріло під час пожежі 1834 року, проте в деяких музеях збереглися щіпки нібито «того самого» пороху. Ліхтар, яким користувався Фокс у ніч на 5 листопада, зараз зберігається в музеї Ешмолеан в Оксфорді.